# سمير الفيل
سمير الفيل شاعر وكاتب مسرحي وروائي، وصحفي وقاص مصري وُلد في السادس عشر من يناير عام 1951 بمدينة دمياط.
كتب سمير الفيل الشعر منذ ستينيات القرن العشرين، وتخصص في كتابة شعر العامية لقرابة الثلاثين عامًا قبل أن يتجه بدءًا من عام 2001 إلى السرد الروائي والقصصي، وخاصة في أدب المقاومة، وتميز بغزارة إنتاجه الأدبي، حيث صدر له خمسة دواوين شعرية، وثلاثة روايات، و18 مجموعة قصصية. كما عمل بمجال الصحافة.

## مؤلفاته
ألف سمير الفيل العديد من المؤلفات التي تنوعت ما بين المجوعات القصصية، والروايات، والدواوين الشعرية، ومنها:
- الخيول (شعر): صدر عام 1982 عن مديرية الثقافة بدمياط.
- رجال وشظايا (رواية): صدرت عام 1990 عن الهيئة المصرية العامة للكتاب بالقاهرة.
- ندهة من ريحة زمان (شعر): صدر عام 1991 عن الهيئة المصرية العامة للكتاب بالقاهرة.
- ريحة الحنة (شعر): صدر عام 1998 عن مديرية الثقافة بدمياط.
- نتهجى الوطن في النور (شعر): صدر عام 2000 عن الهيئة المصرية العامة لقصور الثقافة بالقاهرة.
- سجادة الروح (شعر): صدر عام 2000 عن الهيئة المصرية العامة لقصور الثقافة - إقليم شرق الدلتا الثقافى.
- ظل الحجرة (رواية): صدرت عام 2001 عن مركز الحضارة العربية بالقاهرة.
- خوذة ونورس وحيد (مجموعة قصصية): صدرت عام 2001 عن دار سما للنشر والتوزيع بالقاهرة.
- أرجوحة (مجموعة قصصية): صدرت عام 2001 عن مركز الحضارة العربية للنشر والتوزيع بالقاهرة.
- كيف يحارب الجندي بلا خوذة؟ (مجموعة قصصية): صدرت عام 2001 عن المجلس الأعلى للثقافة بالقاهرة.
- انتصاف ليل مدينة (مجموعة قصصية): صدرت عام 2002 عن الهيئة المصرية العامة للكتاب بالقاهرة.
- شمال يمين (مجموعة قصصية): صدرت عام 2007 عن الهيئة المصرية العامة لقصور الثقافة بالقاهرة.
- مكابدات الطفولة والصبا (مجموعة قصصية): صدرت عام 2007 عن دار الكنوز الأدبية للنشر والتوزيع ببيروت.
- صندل أحمر (مجموعة قصصية): صدرت عام 2008 عن دار فكرة للنشر والتوزيع بالقاهرة.
- وميض تلك الجبهة (رواية): صدرت عام 2008 عن الهيئة المصرية العامة للكتاب بالقاهرة.
- قبلات مميتة (مجموعة قصصية): صدرت عام 2009 عن دار اكتب للنشر والتوزيع بالقاهرة.
- هوا بحرى (مجموعة قصصية): صدرت عام 2010 عن دار فكرة للنشر والتوزيع بالقاهرة.
- اللمسات (مجموعة قصصية): صدرت عام 2015 عن دار الأدهم للنشر والتوزيع بالقاهرة.[5]
- أتوبيس خط 77 (مجموعة قصصية): صدرت عام 2019 عن الهيئة المصرية العامة للكتاب بالقاهرة، وتضمنت 21 قصة قصيرة حملت عناوين «أسيل»، و«نجوي»، و«أم إحسان»، و«عطارد الغلبان»، و«نظلة»، و«الرفاس»، و«رجب»، و«إنه يركل»، و«شكرية»، و«رحاب»، و«رضوان»، و«الطعنة»، و«أتوبيس خط 77»، و«النوافذ»، و«حقيبة»، و«الطلقة»، و«الجهاز»، و«فص ياقوت»، و«نظارة شمس»، و«لضم الإبرة»، و«الجورب»، وفازت بجائزة ساويرس للثقافة لكبار الأدباء في فرع القصة القصيرة عام 2020.[6]
- ليمون مر (مجموعة قصصية): صدرت عام 2021 عن دار الكتب خان للنشر والتوزيع بالقاهرة.
- دمى حزينة ( مجموعة قصصية ) : صدرت عام 2022 عن دار بتانة للنشر والتوزيع.[7]

## الجوائز والتكريمات
حظي سمير الفيل بتكريم العديد من الجهات المحلية والعربية، وحصل على عدة جوائزة أدبية من أهمها:
- جائزة الدولة التشجيعية للتفوق في الآداب في فرع القصة القصيرة عام 2016 عن مجموعته القصصية «جبل النرجس».
- جائزة يوسف أبو رية من اتحاد كتّاب مصر عام 2017 عن مجموعته القصصية «حمام يطير».
- جائزة ساويرس الثقافة لأفضل مجموعة قصصية لعام 2020 في فرع كبار الأدباء عن مجموعته القصصية «أتوبيس خط 77».[8]
- جائزة الملتقى للقصة القصيرة، عن المجموعة القصصية «دمى حزينة».[9][10]

## دراسات نقدية
حصلت الباحثة حنان الأشقر على درجة الماجستير في الأدب عن دراسة نقدية لها حول روايات سمير الفيل، كما ضمنت الباحثة هبة زغلول شخصيات أعماله القصصية ضمن موضوع بحثها الذي نالت عنه درجة الماجستير في الأدب.